# 白石仁章
白石 仁章（しらいし まさあき、1963年 - ）は、日本の外務省官僚、歴史学者。外務省外交史料館課長補佐。日本ラトビア音楽協会会員。専門は、日本外交史（特に対ロシア交渉史）。

## 略歴
1963年（昭和38年）、東京都生まれ。上智大学大学院文学研究科史学専攻博士後期課程単位取得満期退学。東京国際大学および慶應義塾大学大学院などで教鞭を執った経験を有する。
藤村道生や三輪公忠の門下で、特に杉原千畝研究は大学院在籍中からのテーマである。著書『諜報の天才　杉原千畝』（文庫版『杉原千畝　情報に賭けた外交官』）は、2015年12月5日公開の映画「杉原千畝 スギハラチウネ」（主演：唐沢寿明）の参考資料とされた。

## 年表
- 2000年（平成12年）9月13日、『ホロコーストからユダヤ人を救った日本』第1回特別シンポジウムでパネラー。
- 2001年（平成13年）5月13日、リトアニアの杉原記念館会館10周年記念行事において、大鷹節子（日本チェコ協会会長）に続いて記念講演。
- 2004年（平成16年）10月3日、「日露戦争百周年シンポジウム」（犬山市）で討論会。
- 2008年（平成20年）7月28日、パネルディスカッション「人道の港敦賀と命のバトン」でパネラー。
- 2010年（平成22年）5月13日、在リトアニア日本大使館における「杉原記念館開館10周年記念行事」において講演。5月17日、在日イスラエル大使館で行われた、「スギハラ・サバイバーたちへの支援を通じて日本・イスラエルの両国関係を考える会」において、手嶋龍一とともにスピーチ。『プチャーチン – 日本人が一番好きなロシア人』（新人物往来社）を上梓。
- 2011年（平成23年）、『諜報の天才 杉原千畝』（新潮社）を刊行。5月11日、都留文科大学において「杉原千畝 -- 知られざるその素顔」と題した講演を行う[2]。
- 2012年（平成24年）8月1日、日本ラトビア音楽協会のホームページで、「日本・ラトヴィア関係史」の連載が始まる[3]。12月4日、法政大学・国際交流センター主催のシンポジウム「人道外交の意義―ユダヤ人を救った外交官」にパネラーとして参加。
- 2014年（平成26年）2月5日放送､NHK　BSプレミアム「ザ・プロファイラー　今の全力が奇跡を起こす～杉原千畝　６千人を救った命のビザ」にゲストとして出演[4]

## 著書

### 単著
- 『プチャーチン – 日本人が一番好きなロシア人』新人物往来社、2010年　ISBN 4-404039-48-4
- 『諜報の天才 杉原千畝』新潮社〈新潮選書〉、2011年 ISBN 4106036738
  - 増訂版 『杉原千畝　情報に賭けた外交官』新潮文庫、2015年 ISBN 4101200661
- 『六千人の命を救え！外交官・杉原千畝』PHP研究所「心のノンフィクション」、2014年　ISBN 4569784100（児童向け書籍）
- 『戦争と諜報外交　杉原千畝たちの時代』角川選書、2015年　ISBN 4101200661
- 『命のビザ　評伝・杉原千畝』ミネルヴァ書房、2022年　ISBN 9784623092000（中高生向け書籍）

### 共著
- 軍事史学会編『再考・満州事変』錦正社、2001年　ISBN 4-7646-0315-2
- 『歴史読本』編集部編『石原完爾と満洲帝国』新人物往来社、2010年　ISBN 978-4-404-03815-9
- 『歴史読本』編集部編『満洲国を動かした謎の人脈』KADOKAWA／中経出版、2015年　ISBN 4046013729
- 志摩園子編『ラトヴィアを知るための47章』明石書店、2016年　ISBN 978-4-7503-4361-7

### 論文・記事
- 「“バルト協商”成立経緯に関するノート：日本外務省記録を中心として」（『紀尾井史学』第13号、1993年）
- 「いわゆる“命のヴィザ”発給関係記録について]」（『外務省外交史料館報』第9号、1996年3月）
- 「森島守人」（『国史大辞典 15』吉川弘文館、1996年）
- 「杉原千畝・「命のビザ」の決断『善意』のバトンは引き継がれていった」（PHP研究所『歴史街道』2001年3号）
- 白石仁章「<展望>杉原千畝研究の現状と展望」『ソフィア : 西洋文化ならびに東西文化交流の研究』第49巻第4号、上智大学、2001年5月、87-94頁、CRID 1050845764081828992、ISSN 04896432。
- 「いわゆる"東欧ロカルノ構想" への日本側対応に関する一考察--日本外務省記録を中心に」（『紀尾井史学』第21号、2002年）
- 「明治期日本ロシア関係におけるプチャーチンに関するノート」（『外務省外交史料館報』第19号、2005年9月）
- 「“杉原ヴィザ・リスト”の謎を追って」（『外務省外交史料館報』第23号、2008年12月）
- 「外交官杉原千畝の在ハルビン総領事館および『満洲国』在勤中の活動を伝える調書について」（東京国際大学『国際関係学研究』21、2008年）
- 「まさに前作をしのぐ2作目」（『産経新聞』2010年2月28日）
- 「インテリジェンス・オフィサーの無念 -- 史料が語る日本の情報戦」（『小説新潮』2010年3月号）
- 「ソ連を震え上がらせたインテリジェンス・オフィサー」（『正論』2011年6月号）
- 「第二次世界大戦前夜における極東地域のユダヤ人と日本外交」（石田訓夫と共同執筆『外務省外交史料館報』第26巻、2012年12月）
- 「『杉原千畝の決断』白石仁章さんトークショーレポート」（『映画と。』2013年2月17日）
- 「樋口季一郎とユダヤ人脈」（『歴史読本』2013年8月号）
- 「よりスケールの大きな杉原千畝像が浮かび上がる本作」（映画「杉原千畝」パンフレット）